# Михайлово-Чіріково
Михайлово-Чіріково (рос. Михайлово-Чириково) — присілок в Калязінському районі Тверської області Російської Федерації.
Населення становить 5 осіб. Входить до складу муніципального утворення Нерльське сільське поселення.

## Історія
Від 2005 року входило до складу муніципального утворення Нерльське сільське поселення.

## Населення
| 1859 | 1888 | 1897 | 2002 | 2008 | 2010 |
| ---- | ---- | ---- | ---- | ---- | ---- |
| 776  | ↗985 | ↘960 | ↘18  | ↘8   | ↘5   |